# Amittit merito proprium qui alienum appetit
La locuzione latina Amittit merito proprium qui alienum appetit, tradotta letteralmente, significa perde giustamente il proprio chi desidera l'altrui (Favole di Fedro, I, 4).
È la morale della favola del cane che porta la carne attraverso il fiume.

L'animale si affaccia dalla riva, e nell'acqua vede l'immagine di un cane con un pezzo di carne ancora più grande di quello che lui porta; per afferrare il cibo riflesso più grande, l'animale finisce col perdere anche il pezzo di carne che tiene fra i denti.

La favola contiene l'invito a non esagerare nel desiderare cose che non abbiamo, altrimenti rischiamo di perdere anche ciò che è già in nostro possesso.